# Pixeline Skolehjælp: Lær om Regning – Talmesterens labyrint
 Pixeline Skolehjælp: Lær om Regning – Talmesterens labyrint  er det femtende spil i Pixeline Skolehjælp-serien. Spillet er fra 2008 og er udgivet af Krea Media. 
Spillet starter med, at Pixeline og hendes tre venner bliver drillet af talmesteren, som mener, at de ikke kan klare hele vejen igennem hans labyrint. For at vinde over talmesteren skal man igennem fem rum, hvor der bliver stillet matematikopgaver. Opgaverne kan bl.a. være regnestykker, hvor man skal finde resultater eller det tal, der mangler for at få regnestykket til at passe, eller finde det tal der mangler i talrækken. 
Man skal løse opgaverne tre gange for at komme videre til det næste rum, så der er altså i alt 15 opgaver, for at gennemføre spillet. I labyrinten skal man bl.a. også hjælpe en enhjørning, som har mistet sit horn, eller en drage, der er bange for mus.
Til sidst skal man så dyste mod talmesteren, og klarer man det, bliver man Talmesterbetvinger og får en belønning som er penge.